# شورية ملتوية
شورية ملتوية (الاسم العلمي:Shorea contorta) هي نوع غير مؤكد من النباتات تتبع جنس الشورية من فصيلة مجنحية الثمر.